# Елена Варзи
Елена Варзи (21. децембар 1926 — 1. септембар 2014) била је италијанска филмска глумица.
Рођена је у Риму. Глумила је у неколико филмова али је на крају одустала од филмске каријере да би се посветила својој породици. Удала се за Рафа Валонеа са којим је имала троје деце. Раф је умро 2002. године. Елена је умрла од срчаног застоја, 1. септембра 2014. године.